# Zastava Komora
Zastava Komora usvojena je 2003. i ima elemente stare zastave.
U zelenom se trokutu nalaze bijeli polumjesec i zvijezde. Ostalo su četiri vodoravne pruge. I zvjezdice i pruge predstavljaju otoke u državi.
Zlatna predstavlja Mohéli, bijela Mayotte, crvena Anjouan, a plava Grand Comore.
Polumjesec je simbol islama.